# Ligne de Colombiers à Quarante - Cruzy
La ligne de Colombiers à Quarante - Cruzy est une ligne ferroviaire française à écartement standard et à voie unique non électrifiée. Elle est une ancienne antenne d'une vingtaine de kilomètres de la ligne Bordeaux - Sète. 
Elle porte le numéro 733 000 sur le réseau ferré national.

## Histoire
La ligne est concédée à titre éventuel à la compagnie des chemins de fer du Midi et du Canal latéral à la Garonne par une convention signée entre le ministre des Travaux publics et la compagnie le 19 juin 1900. Cette convention est approuvée une loi le 8 juillet 1900. La ligne est déclarée d'utilité publique par une loi le 22 avril 1902.
La ligne de Colombiers à Quarante - Cruzy est mise en service le 14 janvier 1923 par la Compagnie des Chemins de fer du Midi, plus de vingt ans après sa déclaration d'utilité publique, publiée en 1902.
La ligne est fermée au trafic voyageur dès 1937, puis marchandises en 1971. La section de Capestang à Quarante - Cruzy (PK 433,600 à 444,460) est déclassée par décret le 14 janvier 1972. Elle est aujourd'hui déposée et a été remplacé courant 2014 par une voie verte pour piétons et cyclistes. Le tronçon entre Colombiers et Capestang possède toujours sa voie, mais est mentionnée comme étant « neutralisée » sur les cartes du réseau national publiées par RFF[Quand ?].